# Bokermannohyla sazimai
Bokermannohyla sazimai är en groddjursart som först beskrevs av Cardoso och Andrade 1982.  Bokermannohyla sazimai ingår i släktet Bokermannohyla och familjen lövgrodor. IUCN kategoriserar arten globalt som otillräckligt studerad. Inga underarter finns listade.